# بلدرچین بوته‌ای نواری
 بلدرچین بوته‌ای نواری (نام علمی: Turnix suscitator) نام یک گونه از تیره بلدرچین بوته‌ای است.